# بيله جك
بيله جك (بالتركية: Bilecik)‏ هي عاصمة محافظة بيله جك يبلغ عدد سكانها 62,320 نسمة حسب تعداد عام 2010.
تشتهر البلدة بالعديد من منازلها التركية التقليدية المرممة.

## المناخ
يظهر الجدول التالي التغييرات المناخية على مدار السنة لبيله جك:
| البيانات المناخية لـبيله جك                       | البيانات المناخية لـبيله جك | البيانات المناخية لـبيله جك | البيانات المناخية لـبيله جك | البيانات المناخية لـبيله جك | البيانات المناخية لـبيله جك | البيانات المناخية لـبيله جك | البيانات المناخية لـبيله جك | البيانات المناخية لـبيله جك | البيانات المناخية لـبيله جك | البيانات المناخية لـبيله جك | البيانات المناخية لـبيله جك | البيانات المناخية لـبيله جك | البيانات المناخية لـبيله جك |
| الشهر                                             | يناير                       | فبراير                      | مارس                        | أبريل                       | مايو                        | يونيو                       | يوليو                       | أغسطس                       | سبتمبر                      | أكتوبر                      | نوفمبر                      | ديسمبر                      | المعدل السنوي               |
| ------------------------------------------------- | --------------------------- | --------------------------- | --------------------------- | --------------------------- | --------------------------- | --------------------------- | --------------------------- | --------------------------- | --------------------------- | --------------------------- | --------------------------- | --------------------------- | --------------------------- |
| متوسط درجة الحرارة الكبرى °م (°ف)                 | 6.0 (42.8)                  | 7.7 (45.9)                  | 11.7 (53.1)                 | 16.9 (62.4)                 | 21.9 (71.4)                 | 25.9 (78.6)                 | 28.5 (83.3)                 | 28.5 (83.3)                 | 24.8 (76.6)                 | 19.3 (66.7)                 | 13.0 (55.4)                 | 7.7 (45.9)                  | 17.7 (63.8)                 |
| المتوسط اليومي °م (°ف)                            | 2.5 (36.5)                  | 3.6 (38.5)                  | 6.8 (44.2)                  | 11.6 (52.9)                 | 16.1 (61.0)                 | 20.0 (68.0)                 | 22.3 (72.1)                 | 22.0 (71.6)                 | 18.4 (65.1)                 | 13.8 (56.8)                 | 8.5 (47.3)                  | 4.4 (39.9)                  | 12.5 (54.5)                 |
| متوسط درجة الحرارة الصغرى °م (°ف)                 | −0.3 (31.5)                 | 0.3 (32.5)                  | 2.6 (36.7)                  | 6.8 (44.2)                  | 10.7 (51.3)                 | 14.2 (57.6)                 | 16.3 (61.3)                 | 16.4 (61.5)                 | 13.1 (55.6)                 | 9.5 (49.1)                  | 5.1 (41.2)                  | 1.6 (34.9)                  | 8.0 (46.4)                  |
| الهطول مم (إنش)                                   | 50.5 (1.99)                 | 39.5 (1.56)                 | 43.3 (1.70)                 | 42.3 (1.67)                 | 42.9 (1.69)                 | 35.3 (1.39)                 | 19.3 (0.76)                 | 10.6 (0.42)                 | 22.0 (0.87)                 | 47.5 (1.87)                 | 43.0 (1.69)                 | 55.4 (2.18)                 | 451.6 (17.79)               |
| متوسط الأيام الممطرة                              | 13.8                        | 13.1                        | 12.5                        | 11.3                        | 10.1                        | 7.6                         | 4.6                         | 3.7                         | 5.3                         | 8.8                         | 10.6                        | 13.5                        | 114.9                       |
| ساعات سطوع الشمس الشهرية                          | 102.3                       | 106.4                       | 151.9                       | 183                         | 254.2                       | 294                         | 322.4                       | 310                         | 249                         | 179.8                       | 126                         | 93                          | 2٬372                       |
| المصدر: Devlet Meteoroloji İşleri Genel Müdürlüğü |                             |                             |                             |                             |                             |                             |                             |                             |                             |                             |                             |                             |                             |

## توأمة
لبيله جك اتفاقيات توأمة مع:
- دنيزلي

## أعلام
- تونجيل كورتيز
- رابعة بالا خاتون